# جوائز تاريخ المجتمع الفيكتوري
تُقام جوائٔز تاريخ المجتمع الفيكتوري سنويًا لتكريم المساهمات التي قدمها الفيكتوريون في الحفاظ على تاريخ الولاية، وللتعرف على التميز في البحث التاريخي. كان تأثير VCHA على مدى الفترة من 1998 إلى الوقت الحاضر تحفيز لتاريخ المجتمع، ورفع للمعايير وتعزيز للتنوع والأصالة.

## تاريخ
تم إنشاء جوائز تاريخ المجتمع الفيكتوري ورعايتها في عام 1997 من قبل Information Victoria. لطالما تم تعيين القضاة من قبل الجمعية التاريخية الملكية في فيكتوريا، وكان من بين الأوائل البروفيسور ويستون بيت، والبروفيسور أ. جي. إل. شو، وكبير الصحفيين في The Age ، John Lahey.
تم تعليق التمويل في عام 2006 لتوفير أموال إضافية لألعاب الكومنولث في ملبورن. بعد 2010 سحبت مكتبة فيكتوريا للمعلومات دعم البرنامج، ولكن بعد حملة قوية من قبل RHSV لاستمرار الجوائز، قبلت حكومة Baillieu تقديمًا من مكتب السجل العام في فيكتوريا (PROV) لمواصلة البرنامج لمدة أربعة أعوام أخرى.
من عام 2011 كانت الجوائز تديرها RHSV بالشراكة مع PROV، وفي عام 2012، بعد التشاور بين مكتب السجل العام في فيكتوريا والجمعية التاريخية الملكية في فيكتوريا، تم تغيير فئات الجوائز وإعادة تسميتها قليلاً، على النحو التالي:

## جوائز تاريخ المجتمع الفيكتوري، منذ عام 2012

### جائزة رئيس الوزراء الفيكتوري للتاريخ
- 2020: (اماندا سكاردماغليا) للطباعة على الحجر: مطبوعات تشارلز ترودل.[4]
- 2019: فيل روبرتس عن (شارع الذكريات).[5]
- 2018: جيل جيزي عن فيلم (مكانٌ مجنون على الأرض).
- 2017: جون بيرش عن إعادة (كولكين).
- 2016: بام باراجواناث وكين جيمس عن (الجدران تتحدث عن مجلدات) تاريخ معاهد الميكانيكا في فيكتوريا.
- 2015: ميريديث فليتشر عن جان جالبريث: كاتب في واد.
- 2014: آن فالي (لصانعي الحدائق الأستراليين الاستثنائيين).
- 2013 : روبن عن (زهرة لاعمال حديد فيكتوريا).
- 2012 : ماري كووت عن (فن ان تكون ملبورن).

### جائزة نشر التاريخ
- 2020 : بريان راهول عن (قصة جديدة) 1853-1928.[6]
- 2019: كارولين راسموسن عن (بلاكبرن): حياة خاصة وطموح عام.[5]
- 2018: جريجوري سي إكليستون عن فيلم جرانفيل ستابيلتون: أستراليا فيليكس 1836، الثاني في القيادة للرائد ميتشل.
- 2017: جون بارنز عن فيلم (لا تروب) مسافر، كاتب، محافظ.
- 2016: روزي بازاني لهيكتور: قصة هيكتور كروفورد وكروفورد للإنتاج.
- 2015: لوسي ساسكس عن فيلم Blockbuster! .
- 2014: روبرت كيني لحدائق النار: مذكرات استقصائية.
- 2013: أولوين فورد عن فيلم Harvester City: صنع صن شاين متعدد الثقافات 1939-1975.
- 2012: بول سترانجيو من أجل لا قوة ولا مجد: 100 عام من العمل السياسي في فيكتوريا، 1856-1956.

### الجوائز الخاصة
- 2020: فيلم (نيك انتشان) في "رؤى فيكتوريا: 1950-1975 (سحر كوداكروم).[4]
- 2019: كلوي هوبر عن فيلم: عقل على النار و (دايفيد سورنج) عن: البحيرة الزرقاء البحث عن شقق دادلي ومستنقع جنوب مولبورن.[5]
- 2018: جينيفر بانتو وروز لويس عن بارو أبيل حجر باربول الجميل: تاريخ واستخدام حجر باربول الرملي.
- 2017: مايكل موريسون وليزا كلاوسن في فيلم حديقة كرودين فارم.
- 2016: ماجدة زوبانسكي عن: مذكرات.
- 2015: جرامي ديڤسون عن: ثروات عائلتي في العصر الذهبي لأستراليا.
- 2014: شبكة التاريخ المحلي لشبه جزيرة مورنينغتون والوسائط المتعددة لافندر هيل للبطاقات البريدية: قصص من شبه جزيرة مورنينغتون (DVD).
- 2013: جائزة الحكام الخاصة للتميز - رود تشارلز عن أزيز العديد من العجلات. ركوب الدراجات في جيلونج: تاريخ من 1869 إلى 1980، 1869 إلى 1914 .
- 2012: جائزة الحكام الخاصة للتميز - جمعية Lorne التاريخية وطلاب Lorne Aireys Inlet P-12 College VCAL لبناء قرص DVD على طريق المحيط العظيم.

### جائزة الذكرى المئوية للحرب العالمية الأولى (2015-2018)
- 2018: جراهام ثوم وجمعية كيلمور التاريخية لئلا ننسى: متطوعو جنوب ميتشل شاير الذين خدموا في الحرب العالمية الأولى.
- 2017: ريتشارد ترافرز لرسم حرب: حياة الفنانين الأستراليين الذين رسموا الحرب العظمى 1914-1918
- 2015: هيلين دويل عن ضاحية ضواحي الحرب: مدينتي مالفيرن وبراهان خلال الحرب العظمى.

### جائزة التاريخ الشفوي (من 2019)
- 2020: ساندي جيفز ومارجريت ليغات في فيلم خارج المجنون: من المصلين إلى مجتمع الرعاية.[6]
- 2019: بيج فريزر ليوم السبت الأسود.

### التاريخ المحلي - جائزة النشر الصغير.
- 2020: بنيامين ويلكي عن فيلم Gariwerd: تاريخ بيئي لعائلة جرامبيان.[6]
- 2019: بيريس كامبل وآخرون. من أجل أكثر من مجرد إسكان: قصة مجموعة إسكان مجتمع الميناء الجنوبي 1983-2018 .[5]
- 2017: روبين لويس لبناء Castlemaine: تراث الطوب الأحمر من HD ماكبين.
- 2016: جوديث باكريتش عن The Village of Ripponlea.
- 2015: فيونا بولتون وكاثرين شيدي عن فيلم Boroondara يتذكران: قصص الحرب العالمية الأولى.
- 2014: مارجريت بومان للمستعمرين المثقفين: جورج ألكسندر جيلبرت وعائلته، مستوطنون في بورت فيليب.
- 2013: كولين باور لسباقات المياه ومناجم القصدير في منطقة تورا: تاريخ قصير لمناجم القصدير في جرانيت بار وتورا.
- 2012: كين ميكيمي عن تشوتون آنذاك والآن: سلسلة من الدراسات التي تبحث في التغيير بمرور الوقت في بلدة جبل الكسندر غولدفيلد السابقة في غابة الخور المعروفة فيما بعد باسم (تشيوتون).

### جائزة مشروع التاريخ المحلي
- 2020: باتريك فيري مع والي ناي من أجل الدم والكدح والدموع والعرق: تذكر موظفي خدمة الحرب العالمية الثانية في مقاطعة باكينهام، 1939-1945. [6]
- 2019: جيل أفارد وأرمين ريختر في فيلم عندما كانت الطرق مسارات: تاريخ طرق.[5]
- 2018: إليزابيث أوكالاجان عن فيلم نساء وارنمبول.
- 2017: جمعية كولينجوود التاريخية لأبرز الشخصيات في كولينجوود.
- 2016: إيان د.كلارك (مؤرخ) عن كتاب (نحن كلنا دم واحد): تاريخ شعب جابورونج الأصلي في غرب فيكتوريا، 1836-1901.
- 2015: جيليان وجون فرانسيس عن فيلم Strewth نظرة ثاقبة للمشاركة المحلية في الحرب العالمية الأولى، مجلدان.
- 2014: مارغريتا ستيفنس (وآخرون للمجلد 4) لمجلة ويليام توماس، مساعد حامي السكان الأصليين في بورت فيليب وحارس السكان الأصليين في فيكتوريا، 1839-1867، 4 مجلدات.
- 2013: كيفن أورايلي عن فيلم Flyers of Time: Pioneer Aviation in Country Victoria.
- 2012: مايك وايدود عن: قاعدة بيانات كورانديرك.

### جائزة تاريخ المجتمع التعاوني
- 2020: شيريل ثريدغولد في فيلم In the Name of Theatre: تاريخ وثقافة وأصوات مسرح الهواة في فيكتوريا.[6]
- 2019: مجموعة Springthorpe Heritage Group for Mont Park إلى مشروع تراث سبيرنجتروب.[5]
- 2018: John Andrews و Deborah Towns عن «التعليم الثانوي للجميع» تاريخ التعليم الثانوي الحكومي في فيكتوريا.
- 2017: جولي إيجلز (منسقة المشروع) لفليتشر جونز عن: قصص من مجتمعنا.
- 2016: سوزان بلاكبيرن (محرر) عن فيلم Breaking Out: Memories of Melbourne في السبعينيات.
- 2015: كريج كورميك (محرر) لـ Ned Kelly Under the Microscope: حل لغز الطب الشرعي لبقايا نيد كيلي.
- 2014: Gerry Robinson and friends for From Apples to Coffee ، أول 90 عامًا من مركز التسوق Heathmont ، 1923-2013.
- 2013: ماري هانلون وبام هربرت (محرران) لمجلة «من خلال عيونهم: لمحة عن حياة النساء من بينالا ومنطقة ديستريكت».
- 2012: Lyn Skillern وآخرون لـ From Inkwell to Internet: قرن من التعليم الثانوي الحكومي في Leongatha .

### جائزة تاريخ الوسائط المتعددة / جائزة رواية القصص الرقمية
- 2020: راشيل فينشام وأندرو فورمان من أجل الاستوديو الرقمي بجامعة ملبورن و Digital Heritage Australia لـ La Mama: The Biggest Little Theatre in Australia.[6]
- 2018: مالاكوتا وجمعية المنطقة التاريخية للأسرار من ملاكوتا بنكر.
- 2017: Ros Stirling and Heritage Films لجوزيف ريد وعمل مارفلوس ملبورن.
- 2016: مدينة وانجاراتا الريفية: تكريم الخدمة والتضحية للمحاربين القدامى المحليين ومجتمع وانجاراتا خلال الحرب العالمية الأولى (موقع إلكتروني و DVD).
- 2015: جمعية بورت ميلبورن التاريخية والمحافظة على البطاقات البريدية من الميناء: استعادي سمعي بصري لميناء ملبورن (DVD).
- 2014: Lilydale & District Historical Society Inc لـ Gun Alley: القصة المنسية لشوارع Lilydale الخلفية من 1880 إلى اليوم (موقع إلكتروني).
- 2013: فاليري ويلسون عن: دليل لقبور الرواد في موقع مقبرة مورنينغتون على الإنترنت.[3]
- 2012: أصدقاء ويبرفيلد لـ ويبرفيلد.

### جائزة التفسير التاريخي
- 2020: Lucy Bracey و Gregory Mackay عن فيلم حرب آنايا: قصة تجربة عائلة واحدة من عائلة (بوراندارا) في زمن الحرب.[6]
- 2018: معرض تعاوني لجمعية وانجاراتا التاريخية، ومعرض وانجاراتا للفنون ومتاحف أستراليا (فيكتوريا)، برنامج المنسق المتجول لقصص وانجاراتا.
- 2017: اكتشفات كاينتون التاريخية: دليل لاكتشاف الأماكن التاريخية والأشخاص في كاينتون.
- 2016: (ايفا دي جون ديلدينج) والمخرج ديفيد سميث لأفلام ستوديوهات ديلدينج الوثائقية / 4 أفلام وثائقية.
- 2015: ميير ايدولسون عن (ملبورن يحلم): دليل للأماكن المهمة في الماضي والحاضر.
- 2013: جمعية مجال تشوتون لاجتماع الوحوش، الاجتماع الكبير للحفارين 4 مساءً، 15 ديسمبر 1851 .
- 2012: جيب ويتنهول عن Goldfilds : المسار الدليل .

### مقال التاريخ (مراجع من قبل النظراء)
- 2020 : روبي إيكيل عن فيلم " إعادة تشكيل مجال المرأة “ : تاريخ مكاني لاتحاد المسيحيين في فيكتوريا 1887–1914" في المجلة التاريخية الفيكتورية .[6]
- 2018: نيكيتا فاندربي عن فيلم «أسعد وقت في حياتي»: كتب الزوار العاطفية وسياحة الإرساليات المبكرة إلى محميات السكان الأصليين في فيكتوريا.
- 2017: ميراندا فرانسيس لـ «One Woman's Crèche مركز بيروقراطي لتعليم الأطفال في مدرسة فوتسكراي الثانوية 1976-1986» في مجلة بروفينانس .
- 2016: جيمس كيربي عن فيلم «ما وراء الفشل والنجاح: تسوية الجندي على طريق إركيلدون» في مجلة بروفينانس.
- 2015: أليستير طومسون عن «إعادة النظر في ذكريات أنزاك: الصدمة والذاكرة والتاريخ الشفوي» في مراجعة التاريخ الشفوي .

### جائزة التنوع الثقافي
- 2020: جين روز، كلمات مختارة جيدًا بالشراكة مع The Boite for The Boite: التاريخ من خلال الموسيقى والأغنية والقصة .[6]
- 2019: Jan McGuiness for La Nostra Storia: قصة الإيطاليين في بالارات.[5]
- 2018: ستيلا ديماديس، ميديا أفلام لقصص المهاجرين .
- 2017: آدم ريكو وليلا كاريدي وفكتوريا الفنون المتعددة الثقافات لفيلمين وثائقيين، قراءة الريح وما بعده.
- 2016: آن دويل عن ودادي نبدة. مسارات السلام: أصوات الجالية الناطقة بالصومالية .

### جائزة المؤرخين الشباب (15-18 سنة)
- 2015: توقفت.
- 2014: حُجبت.
- 2013: حُجبت.
- 2012: طريقة تشيلسي لآفاق جديدة: هجرة ما بعد الحرب إلى أستراليا.

## جوائز تاريخ المجتمع الفيكتوري، منذ عام 1998 إلى 2011

### جوائز تاريخ المجتمع الفيكتوري – الفائزين بشكل عام
- 2011: أعضاء Gunditjmara مع Gib Wettenhall من أجل شعب Budj Bim.
- 2010: جيني ديفيز عن Behind the Facade: فلندرز أكثر من مجرد محطة سكة حديد.
- 2009: كين أولديس عن امرأة الصين .
- 2008: أنيت أودونوهو وبيف هانسون عن Eaglehawk & District Pioneer Register.
- 2007: جيليان دورانس عن (مازال قويًا): قصة Moyarra Honor Roll 2005: جوستين كورفيلد ودوروثي ويكهام وكلير جيرفاسوني عن: موسوعة يوريكا.
- 2004: جمعية الحفاظ على Wandiligong بتنسيق من كورال بينيت وجوي كيت للعبور الشرقي .
- 2003: Ann Synang عن (جئنا من اجل لاشيء): قصة الغرب مع بيع مركز احتجاز المهاجرين.
- 2002: جيليان أبتون عن فيلم: الحياة في شارع كلايدا والوقت.
- 2001: واريك لورانس لعام 1864 (قرص مضغوط).
- 2000: داريل تونكين وكارولين لاندون عن مسار جاكسون - مذكرات مكان دريم تايم.
- 1999: د. أندرو براون ماي من ملبورن ستريت لايف.
- 1998: باتريك مورغان عن: تسوية جيبسلاند، تاريخ إقليمي.

### أفضل بحث مجتمعي، والسجلات وتحرير السجلات
- 2011: ماري هانسن فيلس عن فيلم «لقد نجحت مرة واحدة»: محمية السكان الأصليين في شبه جزيرة مورنينغتون، 1839-1840.
- 2010: «سوزي زادا» و«بام جينينغز» للاسكتلنديين في جيلونج والمنطقة حتى عام 1860.
- 2009: كارين تي كولينز، جمعية كولينجوود التاريخية للجذور المرة، الفاكهة الحلوة: تاريخ من المدارس في كولينجوود، أبوتسفورد وكليفتون هيل.
- 2008:«جون مكاي» و«هاميلتون» عن: شارع هاميلتون، جنوبي شارع فيكتوريا الأسترالي: تاريخ الأشخاص الذين يقفون وراء الأسماء .
- 2007: جمعية بورت ملبورن التاريخية والمحافظة لتاريخ منطقة شارع.
- 2005: (جريمي ماسي)عن فيلم Gallipoli Heroes: تحية تقدير للرجال من غرب فيكتوريا الذين ضحوا بحياتهم من أجل بلدهم.
- 2004: آرثر يونج، جمعية شمال شرق ملبورن الصينية للاستيطان الصيني في داربين.
- 2003: جريمي ماسي (كلية Warracknabeal الثانوية - قسم التاريخ) للأبطال الذين سقطوا نصب Warracknabeal War Memorial.
- 2002: ديان كارول لمجموعة تراث كارول.
- 2001: ألان ويلينجهام لـ Camperdown: دراسة التراث.
- 2000: كيث كلارك للمدانين في منطقة بورت فيليب.
- 1999: بريندان فيتزجيرالد وخدمات مكتبة بايسايد على القرص .

### أفضل عمل التعاوني / المجتمعي
- 2011: مايكل كولينز وآخرون عن (أولادنا في المقدمة).
- 2010: مجموعة وادي يارا الثقافية الإيطالية للأحلام من حقيبة سفر ('Sogni Dalla Valigia'): ذكريات المستوطنين الإيطاليين في وادي Yarra .
- 2009: كريستين جرايدن، جمعية الحفاظ على جزيرة فيليب من أجل الحفاظ على جزيرة تستحق: تاريخ جمعية الحفاظ على جزيرة فيليب.
- 2008: شركة مجتمع كلينجوود التاريخي: لمشروع لوحات كلينجوود .
- 2007: أندرو براون ماي وشورلي سوين (محرران) لموسوعة ملبورن.
- 2004: إليزابيث هوف للشجاعة والصبر والمثابرة: 150 عامًا من الاستقرار الألماني في غرب فيكتوريا .
- 2003: المتحف اليهودي الأسترالي (بالتعاون مع جمعية شالوم) من روسيا مع الأمل: يهود أستراليون من روسيا 1870-2002 (معرض).
- 2002: روابط يوم الميناء الجنوبي وجمعية بورت ميلبورن التاريخية لربطنا معًا.
- 2001: سيجريد بوركي لدخول وخارج الميناء. أصوات من ميناء ملبورن. تاريخ شفوي.
- 2000: مدينة Whittlesea للتاريخ الشفوي ومشروع معرض الملصقات.
- 1999: Jan Critchett عن قصص غير مروية - ذكريات وحياة الكوريين الفيكتوريين.
- 1998: ليندا باراكلاو للبحث التاريخي والعمل المجتمعي في جيبسلاند.

### أفضل طباعة / منشور - تحرير تجاري
- 2011: رون هاتلي عن فيلم The Victorian Bush: حالته «الأصلية والطبيعية».

### أفضل طباعة / منشور - النشر الذاتي أو المجتمع
- 2011 آن لونجمير عن المحفزات: التغيير والاستمرارية 1910-2010 . في عام 2011، تم تقسيم فئة أفضل مطبوعة / منشور إلى أفضل منشور تجاري وأفضل منشور ذاتي أو مجتمع.
- 2010: (روبن جرو) عن ملبورن ارت ديكون .
- 2009: غاري بريسلاند عن (المكان المناسب لقرية): كيف شكلت الطبيعة مدينة ملبورن.
- 2008: باري هيرد في فيلم: (المشهد من تلة كونر).
- 2007: ريتشارد بروم للسكان الأصليين الفيكتوريين: تاريخ منذ عام 1800.
- 2005: باري هيل وبورو كوينكليف عن: التمزق الدائم.
- 2004: جون بوينتر عن السيد (فيلتون بيكويتس).
- 2003: فيكي فيرفاكس عن: مكان عبر النهر .
- 2002: كارولين راسموسن عن: متحف الشعب .
- 2001: أدريان جونز عم فيلم: اتبع اللمعان تاريخ ايسندون الابتدائي1850-2000.
- 2000: بيتر يول عن مستشفى الأطفال الملكي: تاريخ من الإيمان والعلم والحب.
- 1999: جانيت ماكالمان للجنس والمعاناة - صحة المرأة ومستشفى النساء.
- 1998: فيل تايلور عن: كاراكوك تاريخ (مالي شاير).

### أفضل مسيرة / جولة
- 2011: بيتر كافلي وهيلين ماكبرني وجيف بالمر وجاني رونسي عن: هنري هاندل ريتشاردسون في مالدون.
- 2010: كارين ماكنتاير من أجل Lake Bolac Heritage Walk.
- 2009: شركة وانجاراتا للتنمية السياحية الإقليمية عن: المسيرة التراثية، وانجاراتها .
- 2008: مجلس مدينة بايسايد للممر المعماري.
- 2007: روث جالانت، مجموعة فوتسكراي المرجعية ومجلس مدينة ماريبيرنونج لمسار فوتسكراي: نزهة بصحبة مرشدين عبر منطقة الأعمال المركزية التاريخية.
- 2005: مارغريت جاردنر وفال هيفرنان، مركز هاميلتون التاريخي لاستكشاف هاملتون ووكس.
- 2004: دونالد شامبرز لمقبرة ملبورن العامة.
- 2003: Carmel Taig عن: Yarraville في عام 1901.
- 2002: روس باستيان عن: حائط كوداك في حديقة سلسلة جبال دانلينونج الوطنية.
- 2001: مجلس مدينة بايسايد للممر الفني الساحلي بايسايد.
- 2000: ريتشارد بيترسون عن: (من الكبريت إلى كنائس بونييب في كولينجوود وكليفتون هيل وأبوتسفورد) 1852-1999 .
- 1999: أنجيلا تايلور، رون هاتلي، تارنيا كروجر عن مسار La Gerche للمشي.
- 1998: ماري ريليس كلارك عن فيلم : استكشاف فيكتوريا التاريخية .

### أفضل معرض وسائط متعددة
- 2011: المتحف اليهودي الأسترالي لماميلوشن: كيف جعلت اليديشية منزلًا في ملبورن.أفضل صوتيات ومرئيات / وسائط متعددة في عام 2011، تم دمج أفضل معرض وأفضل صوتيات ومرئيات / وسائط متعددة كفئة.
- 2010 : كيث وايت وويل تويكروس من أجل رؤى بورت فيليب: مقعد آرثر1925-1851 .
- 2009 : متحف جمعية بنديجو الاصلية المحدودة : تتداول باسم متحف التنين الذهبي لإنشاء متحف مجتمعي .
- 2008: مالكولم ماكينون والدوري الفيكتوري لكرة القدم عن : قصص كرة القدم من كانتري فيكتوريا .
- 2007 : شركة (أراضي البلدة) للمهرجانات من الذهب إلى العنب: قصة أراضي البلدة .
- 2005 : شركة جمعية روبينفيال التاريخية في عيد ميلاد سعيد لروبينفال .
- 2004 : جيمس مكوجي، ريد فينش لأول أحد عشر جولة أسترالية للكريكيت في إنجلترا .
- 2003 : مركز موارد تاريخ العائلة لمدخل البحيرات لصب الشبكة - عائلات الصيد الرائدة في ساحل جيبسلاند .
- 2002: جيف راسل عن السير جون كويك و Bendigo's ANA 2001 : للياديل عن مقاطعة المجتمع التاريخي لميلبا - أعظم ابنة في أستراليا.
- 2000: برونوين هيوز (مؤلف) ولاكي سيديريس (مطور) وتيم دولبي (منتج) لأضواء ماضينا: زجاج ملون أسترالي.
- 1999: تيموثي لي عن : حفلات زفاف والي / بوش سميثي .

### أفضل معرض / عرض
في عام 2011، تم دمج أفضل معرض وأفضل صوتيات ومرئيات / وسائط متعددة كفئة :
- 2010: جانين ريزتي (جمعية هايدلبرغ التاريخية) لدعوة إلى الكرة.
- 2009: معرض بورت ميلبورن التاريخي والمحافظ للبحرية في الميناء: شهر من الاحتفال بالذكرى المئوية لزيارة الأسطول الأبيض الكبير.
- 2008: دار شبكة روبينفيال لذكريات الهجرة.
- 2007: شركة الأرشيف الفيكتوري لموسيقى الجاز للعقود - تاريخ للجاز في فيكتوريا.
- 2005: ديفيد ويليامز عن : الحصاد، الرؤوس، التراث .
- 2004: تم تنظيمه بشكل مشترك من قبل معرض وارنامبول للفنون ونادي وارنامبول والمركبة التاريخية. برعاية بريندا أوكونور للسيارات المبكرة في وارنامبول.
- 2003: متحف ملبورن الحي للغرب عن حجر على حجر: معرض تجوال حول تاريخ وتراث جدران الحجر الجاف.
- 2002: لجنة قاعة لاهاروم لجدارية الاتحاد: تاريخ لاهاروم .
- 2001: متحف التنين الذهبي، بنديجو لعرض الوجه .
- 2000: لجنة يوم 2000 لمقاطعة تاتورا وأستراليا لأعمدة تاتورا كولاج .
- 1999: جان ميتشل لمشروع Baywalk Bollards 1998: السيد راسل جاك - متحف بنديجو جولدن دراجو.

### جوائز خاصة
- 2011: جائزة الحكام الخاصة للتميز - جريجوري إكليستون وآخرون للملاحين الأوائل في مضيق باس، 1770-1803.
- 2010: جائزة للاحتفال بالذكرى السنوية الـ 175 لميلبورن - باين أتوود للحيازة: معاهدة باتمان ومسألة التاريخ.
- 2009: جائزة القضاة الخاصة للتميز - بول آر مولالي للجريمة في منطقة بورت فيليب 1835-51 .